# Кендимен 3: Дан мртвих
Кендимен 3: Дан мртвих (енгл. Candyman: Day of the Dead) је амерички хорор филм из 1999, режисера Турија Мејера са Тонијем Тодом, Доном Дерико и Ником Коријем у главним улогама. Последњи је наставак трилогије Кендимен.
Представља директан наставак филма Кендимен 2: Опроштај од меса, али је и по заради и по критикама далеко неуспешнији од њега, Тони Тод се по трећи пут нашао у улози Кендимена и он је једини из глумачке поставе који се враћа из претходних филмова. Од ликова из претходног дела, враћа се Каролина Мекивер која је сада порасла и тумачи је Дона Дерико, а и њена мајка, Ени Тарент има камео улогу, кроз Каролинине флешбекове, али за разлику од претходног у овом филму је тумачи Елизабет Хајес.

## Радња
Неколико година након догађаја из претходног филма, на латиноамерички празник под називом Дан мртвих, Кендимен се враћа. Почиње да прогони своју последњу рођаку, Каролину, која је као мала девојчица на кратко приказана у претходном филму. Каролина се сећа како је убио њену мајку (Ени Тарент из претходног филма) и како јој је пре смрти рекла, да мора уништити цео мит о њему, да би уништила и њега. Кендимен одводи њеног дечка Дејвида са собом и уцењује је да му се преда како би га пустио, а она тражи помоћ од Дејвидове бабе, врачаре, која јој открива да мора уништити све његове слике како би га зауставила.

## Улоге
| Глумац            | Улога                        |
| ----------------- | ---------------------------- |
| Тони Тод          | Данијел Робитајл „Кендимен"  |
| Дона Дерико       | Каролина Мекивер             |
| Ник Кори          | Дејвид де ла Паз             |
| Ерни Хадсон       | детектив Џамел Метјуз        |
| Вејд Вилијамс     | детектив Семјуел Ђакон Крафт |
| Роберт Орили      | Ел-Ви Сако                   |
| Ломбардо Бојар    | Енрики                       |
| Лупе Онтиверос    | баба врачара                 |
| Лилијан Хурст     | продавац цвећа               |
| Елизабет Габер    | детективка Џејми Голд        |
| Марк Адар-Ријос   | Мигел Веласко                |
| Рена Рифел        | Лина                         |
| Мајк Мороф        | Тино                         |
| Крис ван Дахл     | Орнте                        |
| Алексија Робинсон | Тамара                       |
| Елизабет Хајес    | Ени Тарент                   |
| Џуд Мејерс        | Фриц                         |
| Леонардо Гера     | мали дечак                   |